# Phaeophilacris velutina
Phaeophilacris velutina är en insektsart som beskrevs av Bolívar, I. 1910. Phaeophilacris velutina ingår i släktet Phaeophilacris och familjen syrsor. Inga underarter finns listade i Catalogue of Life.